# بیمارستان عمومی تورنتو
بیمارستان عمومی تورنتو (انگلیسی: Toronto General Hospital) یا به اختصار TGH، یک بیمارستان آموزشی در شهر تورنتو کانادا و گُلِ سرسبدِ بیمارستان‌های شبکه دانشگاهی سلامت (UHN) است. این بیمارستان در هسته شهر تورنتو در خیابان یونیورسیتی و در شمال بیمارستان سیک‌کیدز و روبروی مرکز سرطان شاهدخت مارگارت و بیمارستان ماونت ساینای واقع شده و وابسته به دانشکدهٔ پزشکی دانشگاه تورنتو است. در سال ۲۰۱۹ میلادی، مجلهٔ نیوزویک این بیمارستان را در رتبهٔ هفتم از ۱۰ بیمارستان برتر جهان قرار داد. در همین سال، «موسسهٔ اینفوسورس ریسرچ» کانادا، این بیمارستان را برترین مرکز پژوهشی کانادا برای نهمین سال متوالی اعلام کرد.
بخش اورژانس این بیمارستان ۲۸٬۰۶۵ نفر را در سال درمان می‌کند. بیمارستان عمومی تورنتو مرکز اصلی پیوند عضو در استان انتاریو است که شاملِ پیوندهای قلب، ریه، کلیه، کبد، لوزالمعده، روده باریک و غیره است که از سرتاسر کانادا به این مرکز ارجاع می‌شوند. در واقع این بیمارستان بزرگترین مرکز پیوند عضو در آمریکای شمالی است و در سال ۲۰۱۷ میلادی، ۶۳۹ پیوند مختلف در آن انجام شد. این بیمارستان همچنین بابت جراحی‌های قلب و قفسهٔ سینه نیز شهرت دارد. نخستین پیوند ریه تکی و جفت در این مرکز در سال‌های ۱۹۸۳ و ۱۹۸۶ میلادی انجام شد. تایرون ئی. دیوید در سال ۱۹۹۲ میلادی، نخستین عمل جراحی جایگزینی ریشه آئورت با حفظ دریچه را در این بیمارستان انجام داد. در حال حاضر، «برنامهٔ پیوند ریه» در این بیمارستان، بزرگترین برنامه در نوع خود است که تنها در سال ۲۰۱۷ میلادی، ۱۶۷ پیوند ریه انجام داد. در سال ۲۰۱۵ میلادی، برای نخستین بار در جهان، پیوند سه‌گانهٔ همزمان «ریه، کبد، لوزالمعده» در این بیمارستان بر روی جوان ۱۹ ساله‌ای به نام «رِید وایلی» صورت پذیرفت. در این بیمارستان به پزشکان، پرستاران، دستیاران تخصصی و تکنیسین‌های علوم پزشکی آموزش داده می‌شود و پژوهش‌های فراوانی نیز انجام می‌گیرد.
در حال حاضر این بیمارستان تحت تفقد و پشتیبانی سوفی، کنتس وسکس است که عضوی از پادشاهی کاناداست.

## تاریخچه

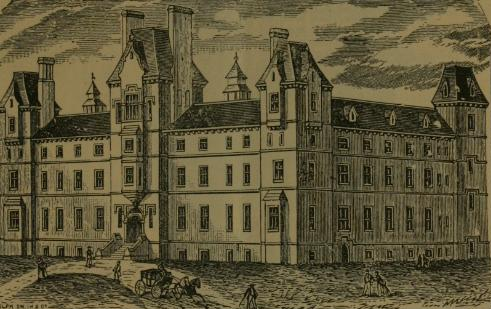
بیمارستان عمومی تورنتو در سال ۱۸۹۵ میلادی

این بیمارستان به‌صورت یک سولهٔ کوچک در بخش قدیمی شهر تورنتو کارش را آغاز کرد و به‌عنوان بیمارستان صحرایی ارتش برای نیروی زمینی بریتانیا در خلال جنگ ۱۸۱۲ مورد استفاده واقع شد و پس آن، به‌عنوان یک بیمارستان دائمی و با نامِ «بیمارستان عمومی یورک» در خیابان کینگ و جان افتتاح گشت. در سال ۱۸۵۵ میلادی، یک ساختمان جدید برای این بیمارستان در شمال خیابان جرارد و شرق مجلس شورای ملی توسط ویلیام هی طراحی و بنا شد. در سال ۱۹۱۳، بیمارستان به خیابان کالج در نزدیکی مکان فعلی منتقل شد و در طی سال‌های بعدی گسترش و ارتقا یافت. با افتتاح یک ساختمان جدید در سال ۲۰۰۲، این ساختمان قدیمی که به کالج وینگ مشهور بود، فروخته شد.

## پیوند چند عضوی
بیمارستان عمومی تورنتو، بزرگ‌ترین مرکز پیوند عضو در آمریکای شمالی در سال ۲۰۱۷ میلادی بود.
- ریه - ۱۶۷ پیوند ریه انجام شد که آن را به بزرگ‌ترین برنامه پیوند ریه در جهان تبدیل کرد.[۳]
- کبد - ۱۹۵ پیوند کبد در سال ۲۰۱۷ میلادی صورت پذیرفت که ۳۹ مورد آن، اهداکنندگان زنده داشتند که بزرگترین برنامهٔ پیوند کبد در آمریکای شمالی بود.[۳]
- کلیه - در مجموع ۶۵ مورد پیوند کلیه انجام شد که ۶۵ مورد از آن‌ها، اهداکنندهٔ زنده داشتند و این برنامه را بزرگ‌ترین برنامهٔ پیوند کلیه در کانادا ساخت.
- قلب - ۳۴ پیوند قلب در سال ۲۰۱۷ انجام شد که بزرگترین برنامه پیوند قلب در کانادا بود.
- لوزالمعده - در سال ۲۰۱۸ میلادی، ۸ پیوند لوزالمعده انجام شد که بزرگترین برنامهٔ پیوند لوزالمعده در کانادا بود.
- پیوند همزمانِ لوزالمعده/کلیه - ۳۴ پیوند همزمانِ کلیه-لوزالمعده در سال ۲۰۱۷ انجام شد که بزرگترین برنامه اینچنینی در کانادا بود.
- رودهٔ کوچک - در سال ۲۰۱۸ میلادی، یک پیوند روده کوچک در این بیمارستان انجام شد.

## مرکز قلب پیتر مانک
بیمارستان عمومی تورنتو منزلگاه «مرکز قلب پیتر مانک» (PMCC) است، که یکی از بزرگترین مراکز قلب باز در کشور کاناداست و از لحاظ بهره‌دهی علمی-دانشگاهی، برترین مرکز علمی کانادا و در میان ده مرکز علمی برتر آمریکای شمالی است. بسیاری از «نخستین‌های» بالینی در زمینهٔ مراقبت‌های قلبی-عروقی، در این مرکز انجام شده‌است. این مرکز نامش را از پیتر مانک، بنیان‌گذار و رئیس شرکت بریک گولد می‌گیرد که در سال ۲۰۱۷ میلادی، ۱۰۰ میلیون دلار به بیمارستان اهدا کرد که بزرگترین کمک مالی به یک بیمارستان در تاریخ کانادا محسوب می‌شود. وی از سال ۱۹۹۳ میلادی، در مجموع ۱۷۵ میلیون دلار به بیمارستان کمک کرده بود.

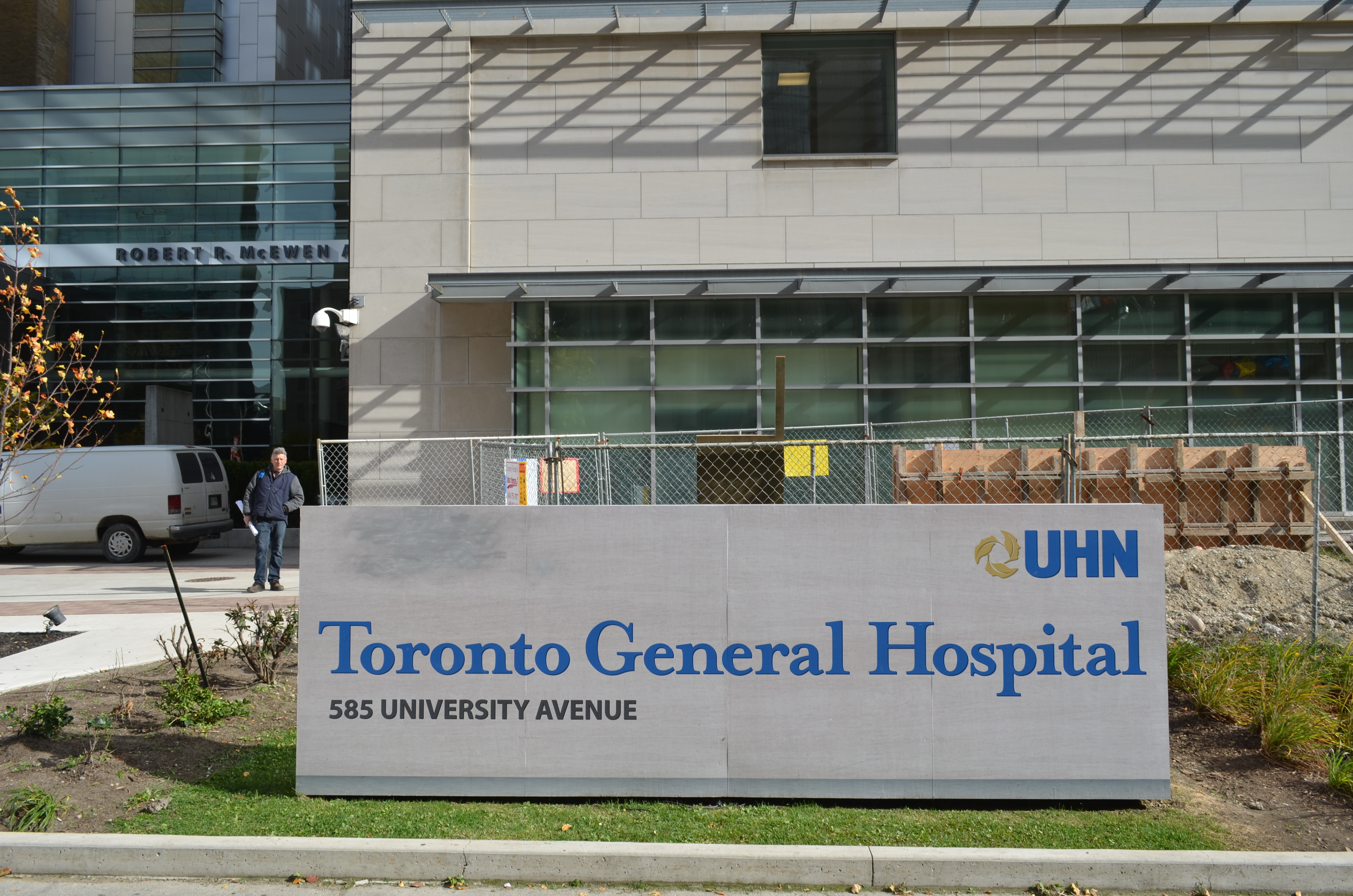
ورودی اصلی بیمارستان عمومی تورنتو

## دستاوردهای پژوهشی
بیمارستان عمومی تورنتو دستاوردهای پژوهشی فراوانی داشته‌است که از آن میان می‌توان به موارد زیر اشاره کرد:
- ۱۹۲۲ - تکوین نخستین استفادهٔ بالینی از انسولین در جهان برای درمان دیابت.[۹]
- ۱۹۳۵ - نخستین استفاده بالینی از داروی ضدانعقاد هپارین در جهان.[۹]
- ۱۹۵۰ - نخستین ضربان‌ساز مصنوعی قلب در جهان که در احیای قلبی باز استفاده شد.[۹]
- ۱۹۵۵ - نخستین پیوند موفقیت‌آمیز دریچه در جهان.[۱۰]
- ۱۹۶۵ - نخستین بخش مراقبت‌های ویژه قلبی (سی‌سی‌یو) در جهان.[۱۰]
- ۱۹۸۳ - نخستین پیوند ریهٔ تکی موفق در جهان (تام هال).[۹]
- ۱۹۸۶ - نخستین پیوند ریهٔ جفت در جهان (آن هریسون).[۹]
- ۱۹۸۷ - نخستین پیوند دریچه آئورت در جهان با استفاده از «دریچه قلب تورنتو».[۱۰]
- ۱۹۹۴ - نخستین و بزرگترین کلینیک اچ‌آی‌وی/ایدز در کانادا؛ «کلینیک نقص ایمنی».[۹]
- ۲۰۱۵ - نخستین پیوند عضو سه‌گانهٔ موفق (ریه، کبد و لوزالمعده) در جهان.[۱۱]
- ۲۰۱۶ - نخستین پیوند دست در کانادا.[۱۲]